# Junta
För andra betydelser, se Junta (olika betydelser).
En junta (spanska – ungefärligen "kommitté") avser vanligen en militärjunta som tagit makten, ofta genom en väpnad statskupp, i ett land och styr detta medelst diktatur. 
Historiskt sett användes beteckningen junta för den alternativa administration som byggdes upp i Spanien under den franska ockupationen i början av 1800-talet.[källa behövs]
Ordet "junta" används emellertid också för att benämna en liten grupp som träffas återkommande för ett gemensamt sällskapsnöje, exempelvis syjunta och bridgejunta. Ordet är belagt i svenska språket sedan 1720.